# Philip Naameh
Philip Naameh (* 8. September 1948 in Nandom-Ko, Ghana) ist ein ghanaischer Geistlicher, römisch-katholischer Erzbischof von Tamale und Vorsitzender der Bischofskonferenz von Ghana.

## Leben
Philip Naameh besuchte ab 1962 das St. Charles Minor Seminary und die Government Secondary School in Tamale. Nach dem Abitur arbeitete er ein Jahr lang in einem medizinischen Labor. 1971 trat er in das St. Victor’s Major Seminary in Tamale ein und studierte Philosophie und Theologie. Von 1973 bis 1976 absolvierte er ein Diplomstudium in Theologie an der Universität von Ghana. 1977 empfing Philip Naameh die Priesterweihe und war an der Kathedrale in Tamale sowie für die Diözesanverwaltung im Laienrat und Leiter verschiedener Schulen tätig. Von 1981 bis 1986 studierte er in Deutschland und Frankreich; an der Katholisch-Theologischen Fakultät der Westfälischen Wilhelms-Universität in Münster wurde er bei Arnold Angenendt in Kirchengeschichte promoviert. Er war in dieser Zeit Subsidiar in der Gemeinde St. Anna in Münster-Mecklenbeck. 1986 kehrte er nach Ghana zurück und war bis 1995 Dozent am St. Victor’s Major Seminary. 1992 absolvierte er ein postgraduales Masterstudium in Afrikanischer Geschichte an der School of Oriental and African Studies der University of London.
Papst Johannes Paul II. ernannte ihn am 3. Februar 1995 zum ersten Bischof des mit gleichem Datum neugegründeten Bistums Damongo. Die Bischofsweihe spendete ihm am 28. Mai 1995 Jozef Kardinal Tomko, Präfekt der Kongregation für die Evangelisierung der Völker; Mitkonsekratoren waren der Bischof von Ho, Francis Anani Kofi Lodonu, und der Erzbischof von Tamale, Gregory Ebolawola Kpiebaya. Im neuerrichteten Bistum baute er die diözesanen Strukturen auf und schuf ein Friedenszentrum zur Bewältigung ethnischer Konflikte. In der Bischofskonferenz von Ghana engagierte er sich für das Bildungswesen. Er ist verantwortlich für die Kommission für Gerechtigkeit und Frieden, zudem war er von 1995 bis 2004 als Militärkaplan tätig.
Papst Benedikt XVI. ernannte Philip Naameh am 12. Februar 2009 zum Erzbischof von Tamale in Nachfolge von Erzbischof Gregory Ebolawola Kpiebaya, der mit Vollendung des 75. Lebensjahrs in den Ruhestand getreten war.
Beim Festakt zum 80. Geburtstag von Arnold Angenendt am 12. September 2014 im Franz-Hitze-Haus in Münster leitete er die Feierliche Vesper.
2016 wurde Naameh zum Vorsitzenden der ghanaischen Bischofskonferenz gewählt.